# Piccolo principe (album)
Piccolo principe è l'album in studio di debutto del rapper italiano Neima Ezza, pubblicato il 26 gennaio 2024 dalla Epic Records.

## Tracce
1. Intro (Neima feat. Ezza) – 1:43
2. Piccolo principe – 3:20
3. Ghetto Love (feat. Guè) – 1:58
4. Spedizione punitiva (feat. Simba La Rue) – 2:36
5. Bimbo in quartiere – 3:15
6. Avanti – 2:30
7. Mamma mi diceva (feat. Baby Gang) – 2:23
8. Ninna nanna – 3:37
9. Calle (feat. Capo Plaza) – 2:50
10. Bella – 3:01
11. Finita – 3:28
12. Chiamate perse – 3:12
13. Sbaglio a pensarti – 2:53
14. Due principi (feat. Emis Killa) – 3:31
15. Rosa – 2:51
16. Nati senza (outro) – 4:10

## Classifiche

### Classifiche settimanali
| Classifica (2024) | Posizione massima |
| ----------------- | ----------------- |
| Italia            | 3                 |